# クリヤマホールディングス
クリヤマホールディングス株式会社はクリヤマグループを統括する持株会社。

## 概要
1939年（昭和14年）の創業以来、法人顧客向けにゴム・合成樹脂製品の販売・施工を主業として海外製品を含めた取扱商品の拡大とともに、建設・スポーツ施設分野への進出を図る。
1968年（昭和43年）アメリカに現地法人を設立、中南米、東南アジア、中国市場へ展開。日本国内においては自社ブランドの育成を図り、中国、タイ等の成長市場へ資源を投入。
このようなことを背景に2012年10月に持株会社体制へ移行した。

## グループ

### 中核事業会社
【国内】
- 〈子会社〉クリヤマジャパン株式会社-建機、農機向けゴム・樹脂製品の製造・販売、スポーツ施設や商業施設向け各種床材の製造・販売・施工、スポーツアパレルの販売

【海外】
- 〈子会社〉KURIYAMA OF AMERICA,INC.‐各種産業用ホース、継手等の販売
- 〈子会社〉KURIYAMA CANADA,INC.‐各種産業用ホース、継手等の製造
- 〈子会社〉KURIYAMA EUROPE COOPERATIEF U.A.-レイフラットホースの製造・販売を行う欧州グループの統括・管理、欧州市場に特化した調達・販売

### 関連企業
<孫会社>
【国内】
- クリヤマプリージア株式会社‐ダストコントロール関連商品販売、不動産管理等
- 株式会社クリヤマ技術研究所‐ゴム製品、樹脂製品の研究、商品開発等
- 株式会社サンエー-尿素水識別センサー、各種識別センサーの開発・製造・販売

【海外】
- ACCUFLEX INDUSTRIAL HOSE,LTD.‐樹脂ホース・ゴムホースの販売
- KURI TEC MANUFACTURING,INC.‐樹脂ホース・メタルホースの製造
- PIRANHA HOSE PRODUCTS,INC.‐樹脂ホースの製造・販売
- KURIYAMA DE MEXICO,S.DE R.L.DE C.V.‐樹脂ホース・ゴムホースの販売
- KURI TEC CORPORATION‐樹脂ホース・ゴムホースの販売
- ACCUFLEX INDUSTRIAL HOSE,LTD.‐樹脂ホースの製造
- TECNICAS E INGENIERIA DE PROTECCION,S.A.U.-レイフラットホースの製造・販売
- INDUSTRIAS QUILMES S.A.-消防用ホース、レイフラットホースの製造、販売
- 上海栗山貿易有限公司-ゴム・樹脂製品の販売
- KURIYAMA（THAILAND)CO.,LTD.-ゴム・樹脂製品の販売

<関連会社>
【国内】
- 王子ゴム化成株式会社‐工業用ゴム・合成樹脂製品の製造・販売
- ノルマ・ジャパン株式会社‐NORMA製品の販売支援・技術支援
- オーパーツ株式会社-ストライビング事業、建設業に関わる石・タイル工事業等

【海外】
- TIGERFLEX CORPORATION‐樹脂ホースの製造
- ALFAGOMMA AMERICA,INC.‐高圧ホースの加工・販売
- 靖江王子橡膠有限公司‐工業用ゴム・樹脂製品の製造・販売
- 愛楽（佛山）建材貿易有限公司‐建築用資材の輸出
- KURIYAMA-OHJI(THAILAND),LTD.‐プラント用ゴム・樹脂製品の製造・販売

## 沿革
【国内】
- 1939年 - 栗山ゴム商会の商号で創業。
- 1940年 - 栗山護謨株式会社設立。
- 1952年 - 資本金1,000万円に増資。
- 1957年 - 王子ゴム化成株式会社設立、工業用ゴム製品の製造開始。
- 1964年 - 資本金5,000万円に増資。開発部門新設、新製品開発を推進。
- 1969年 - 栗山ゴム株式会社に社名変更。
- 1969年 - 資本金1億円に増資。
- 1974年 - クリヤマコンソルト株式会社設立。“ホテル コンソルト”を開業。
- 1979年 - 栗山興産株式会社（現KOC株式会社）設立、不動産業・ビル管理業務を開始。
- 1980年 - 資本金3億円に増資。
- 1981年 - 資本金4億円に増資。
- 1982年 - 資本金4億6,000万円に増資。
- 1983年 - クリヤマ株式会社に社名変更。
- 1990年 - 栗山芳雄が会長に就任・米内勁隆が社長就任。
- 1991年 - アウトドアスポーツ用品販売会社、スカルパジャポネ株式会社(現エアモンテ株式会社)設立。
- 1996年 - 株式会社クリヤマ技術研究所設立。
- 2003年 - ISO9001:2000認証取得。
- 2004年 - 東京証券取引所市場第二部に上場。
- 2004年 - 資本金約7.8億円に増資。
- 2005年 - 米内勁隆が会長就任・服部兵衛が社長就任。
- 2007年 - 服部兵衛社長新体制スタート。
- 2008年 - ノルマ･ジャパン株式会社設立。
- 2008年 - ISO9001・2008年度版に更新。
- 2010年 - エコアクション認証取得。
- 2012年 - 持株会社体制に移行し、クリヤマホールディングスに社名変更。
- 2015年 - 芦田敏之CEO新体制スタート
- 2015年 - クリヤマ(株)が、尿素水識別センサー、燃料識別センサーの開発・製造・販売を行う㈱サンエーの株式を取得し子会社化
- 2017年 - クリヤマコンソルト株式会社の全株式を譲渡
- 2018年 - 能勢広宣CEO新体制スタート

【海外】
- 1948年 - 海外部門を新設して、ゴム・プラスチック製品の輸出開始。
- 1957年 - 英国“ダンロップセムテックス社”と販売施工契約締結。
- 1968年 - 米国現地法人をシカゴに設立。
- 1973年 - 対中国友好商社指定。
- 1973年 - スウェーデン“アバ・ボラーゲン社（現ノルマグループ）とホースバンドの販売代理契約締結。
- 1978年 - 米国イリノイ州に合弁会社“タイガーフレックス・コーポレーション”を設立しプラスチックホースの製造開始。
- 1981年 - フランス“BAT社”（現ジェルフロア社）とタラフレックスの販売契約締結。
- 1982年 - イタリア“モンド社”と代理店契約締結。
- 1984年 - カナダ・ブラントフォード市に現地法人設立、プラスチックホースの製造開始。
- 1989年 - カナダのアキュフレックス・インダストリアル・ホース株式会社を買収。
- 1990年 - カナダに販売会社クリテック株式会社を設立。
- 1992年 - 中国江蘇省で王子ゴム化成株式会社と合弁会社を設立し、ゴムライニング製造販売開始。
- 1996年 - 上海栗山貿易有限公司設立。
- 1997年 - 米国インディアナ州ホーステクノロジー株式会社を買収。
- 1998年 - 米国インディアナ州にクリテック製造株式会社設立。プラスチックホースの製造開始。
- 2002年 - イタリア“モンド社”のロングパイル人工芝モンドターフ販売開始。
- 2002年 - イタリア“アピ社”と客船対応向レジンフロアリングの販売契約締結。
- 2003年 - 米国アイオワ州にイタリア“アルファゴマ社”と合弁会社を設立。
- 2005年 - 米国ミシガン州のピラニア・ホース・プロダクト株式会社を買収。
- 2005年 - メキシコに現地法人、クリヤマ・メキシコ株式会社を設立。
- 2007年 - 愛楽（佛山）建材貿易有限公司と資本提携。
- 2007年 - ホース・テクノロジー株式会社をクリ・テック・マニュファクチャリング株式会社へ吸収合併。
- 2012年 - タイ王国に現地法人、クリヤマ・タイ株式会社を設立。
- 2015年 - オランダに持株会社"Kuriyama Europe Cooperatief U.A."を設立。スペイン、米国、アルゼンチンにゴムホース製販拠点を持つTIPSAグループ親会社"Lyme Gro"を子会社化。